# Bạch Băng
Bạch Băng (tiếng Trung: 白冰, tiếng Anh: Michelle Bai Bing, Tên khai sinh: Trần Đông; sinh ngày 2 tháng 5 năm 1986) là một nữ diễn viên người Trung Quốc.

## Tiểu sử
Bạch Băng tên thật là Trần Đông, sinh tại thành phố Tây An, tỉnh Thiểm Tây, Trung Quốc. Cô tốt nghiệp trường Đại học Khoa học Chính trị và Luật Tây Bắc với chuyên ngành Luật Quốc tế năm 2004.
Năm 2006, cô chính thức bước vào giới giải trí khi tham gia chương trình "Dream China" của CCTV và ký hợp đồng với công ty giải trí Anh Hoàng Ngu Nhạc (Emperor Entertainment), trong buổi đầu ra mắt cô đươc truyền thông gọi là Tiểu Kim Hae Sun vì cô có gương mặt rất giống với nữ diễn viên người Hàn Quốc Kim Hae Sun.

## Sự nghiệp
Vào tháng 2 năm 2007, tham gia bộ phim điện ảnh đầu tiên "Chuyển tiếp cuộc gọi tình yêu" đã cho thấy gương mặt thật của cô với công chúng. Tháng 6, tham gia bộ phim truyền hình đầu tiên "Ước mơ về phía mặt trời".
Vào tháng 2 năm 2008, Bạch Băng đóng vai chính trong bộ phim truyền hình "Kết thúc hoàn mỹ". Vào tháng 5, đóng chung với Tưởng Mộng Tiệp và Dương Dương trong bộ phim truyền hình "Tân Hồng Lâu Mộng".  Vào tháng 9, anh tham gia vào bộ phim điện ảnh "Chuyển tiếp cuộc gọi tình yêu 2: Ái Tình Tả Hữu". Cùng tháng, phát hành đĩa đơn solo đầu tiên "Bài hát viết cho anh", đây cũng là kiệt tác cá nhân đầu tiên của Bạch Băng trong lĩnh vực âm nhạc và đây cũng là bài hát kết thúc cho bộ phim truyền hình "Kết thúc hoàn mỹ", được thực hiện cùng với La Gia Lương.
Ngày 2 tháng 1 năm 2010, bộ phim truyền hình cổ trang "Thần Thoại" cùng với Hồ Ca đóng vai chính đã được công chiếu trên CCTV, đồng thời cùng Hồ Ca thực hiện ca khúc "Thần thoại tuyệt đẹp" cho bộ phim. Tháng 5, đóng vai chính trong bộ phim truyền hình "Huy hiệu lạc đà". Sau đó, cô tham gia bộ phim điện ảnh hành động "Tân Thiếu Lâm Tự" của đạo diễn Trần Mộc Thắng. Vào tháng 7, tham gia quay bộ phim truyền hình chiến tranh "Đội du kích Thủy Thượng". Ngày 3 tháng 8, bộ phim truyền hình tình cảm đô thị "Cà phê đắng" với sự tham gia Bạch băng và Hồ Ca được công chiếu trên Hà Bắc TV, đồng thời cô cũng hát ca khúc chủ đề "Đứa con của những vì sao" cho bộ phim. Ngày 13 tháng 11, tại Lễ trao giải Hoa Đỉnh lần thứ 4, bộ phim "Thần Thoại" đã giành được giải thưởng "Phim truyền hình hay nhất (huyền thoại)" và Bạch Băng đã giành được Giải thưởng "Nữ diễn viên được yêu thích nhất" cho bộ phim này.
Vào tháng 4 năm 2011, bộ phim điện ảnh tình cảm đô thị "Ẩn hôn nam nữ" với sự tham gia của Bạch Băng và Lưu Nhược Anh đã được phát hành trên toàn quốc. Vào tháng 5, Bạch Băng được chọn đóng vai chính trong bộ phim điện ảnh "Nghịch chiến", cô đóng vai Interpol ICE. Ngày 17 tháng 12, bộ phim truyền hình cổ trang "Hoàng Đồ Đằng" do cô đóng vai chính được phát sóng trên Hồ Nam TV.
Ngày 20 tháng 1 năm 2012, cô tham gia bộ phim truyền hình cổ trang "Cung Tỏa Châu Liêm" của đạo diễn Lý Huệ Châu được phát sóng trên Hồ Nam TV. Vào tháng 2, Bạch Băng đóng vai chính trong bộ phim truyền hình "Tôi muốn làm tiếp viên hàng không". Tháng 9, cô đóng vai chính trong bộ phim truyền hình đô thị "Thỏa thuận trước hôn nhân". Cùng năm đó, tham gia phim điện ảnh hành động "Mười hai con giáp" của đạo diễn Thành Long.
Ngày 14 tháng 1 năm 2013, bộ phim truyền hình cổ trang "Tùy Đường Diễn Nghĩa" mà Bạch Băng tham gia đã được phát sóng trên Dragon TV. Sau đó, cô đóng vai chính trong bộ phim truyền hình tình cảm đô thị "Bản tình ca thầm lặng". Vào tháng 6, Bạch Băng tham gia đảm nhận vai diễn trong bộ phim điện ảnh "Kế hoạch bí ẩn". Vào tháng 7, đóng vai chính trong bộ phim truyền hình cổ trang "Họa Bì 2: Yêu Bất Hối" và hát bài hát chủ đề "Lạc Diệp" và "Táng Tâm" cho bộ phim. Vào tháng 10, cô đóng vai chính trong bộ phim điện ảnh lãng mạn "37 lần anh nhớ em". Tháng 11, cô tham gia bộ phim điện ảnh hành động "Biệt đội cứu hỏa".
Vào tháng 8 năm 2014, Bạch Băng tiếp tục công việc sau khi sinh con và đóng vai chính trong bộ phim truyền hình tình cảm đô thị "Bạn là chị em của tôi". Vào tháng 11, cô tham gia bộ phim truyền hình cổ trang "Thông Thiên Địch Nhân Kiệt".
Ngày 17 tháng 3 năm 2015, Bạch Băng tham gia phim võ thuật cổ trang "Thiếu Niên Tứ Đại Danh Bổ" với vai trò khách mời, bộ phim được công chiếu trên Hồ Nam TV. Tháng 11, cô đóng vai chính trong bộ phim truyền hình về chiến tranh "Mỹ nhân như ngọc kiếm như hồng".
Vào tháng 1 năm 2016, Bạch Băng đóng vai chính trong bộ phim truyền hình võ thuật cổ trang "Truyền thuyết phi đao". Vào ngày 13 tháng 5, bộ phim điện ảnh hài hước "Hoang Ngôn Đại Bạo Tạc" cô tham gia đã được công chiếu. Vào tháng 6, Bạch Băng và Vương Lệ Khôn cùng đóng vai chính trong bộ phim truyền hình cổ trang giả tưởng "Thiên Lệ Truyền Kỳ: Phượng Hoàng Vô Song". Tháng 3, tham gia bộ truyền hình cổ trang giả tưởng "Huyễn Thành", bộ phim được phát sóng trên Hồ Nam TV.   
Vào tháng 2 năm 2017, Bạch Băng cùng với Đường Yên đóng chung trong bộ phim điện ảnh hài hước "Quyết chiến Thực Thần". Ngày 17 tháng 4, bộ phim truyền hình võ thuật "Thái cực Tông sư: Thái cực môn" mà Bạch Băng tham gia chính thức được phát sóng. Cùng năm, cô tham gia bộ phim truyền hình tình cảm đô thị "Nam Phương Hữu Kiều Mộc" cùng với Trần Vỹ Đình và Bạch Bách Hà.
Vào tháng 2 năm 2018, cô đóng vai chính trong phim chiếu mạng về hình sự "Nguồn gốc tội lỗi" của đạo diễn Diệp Vỹ Dân. Vào tháng 8, cô đóng vai chính trong bộ phim truyền hình tình cảm đô thị "Thuyết tiến hóa tình yêu" cùng với Trương Nhược Quân và Trương Thiên Ái. Cùng năm, tham gia bộ phim truyền hình cổ trang "Lưu Công Án: Lưu Dung Hạ Sơn Đông".
Vào năm 2020, Bạch Băng tham gia chương trình tuyển chọn đội nữ "Tỷ Tỷ Đạp Gió Rẽ Sóng mùa 1" với tư cách là một thí sinh. Ngày 20 tháng 3, bộ phim truyền hình "Bên tóc mai không phải hải đường hồng" mà cô tham gia với vai trò khách mời được phát sóng trên IQIYI.
Vào tháng 1 năm 2021, cô tham gia chương trình tạp kỹ dành cho phụ nữ trưởng thành "Bình Tĩnh Mà Yêu" của Hồ Nam TV. Tháng 2, tham gia chương trình truyền hình thực tế "Mỹ Vị Dạ Hành Hiệp" của Chiết Giang TV. Tháng 3 năm 2021, cô đóng cùng Hồ Nhất Thiên, Trần Cận Kỳ và Vương Thiên Thần trong bộ phim tình cảm đô thị "Siêu Thời Không Lãng Mạng". Vào ngày 4 tháng 9 năm 2021, bộ phim truyền hình cổ trang "Lưu Công Án: Lưu Dung Hạ Sơn Đông" do cô đóng vai chính đã được phát sóng trên Bắc Kinh TV.

## Đời tư
Vào ngày 10 tháng 12 năm 2013, Bạch Băng và Đinh Nhất tổ chức lễ cưới tại khách sạn Huachi Yuehai ở thành phố Thương Khâu, tỉnh Hà Nam, Trung Quốc.
Vào ngày 22 tháng 4 năm 2014, Bạch Băng sinh một cô con gái đầu lòng và đặt biệt danh là "Nhất Nhất".
Vào ngày 12 tháng 6 năm 2020, Bạch Băng tiết lộ mình đã ly hôn với Đinh Nhất tại chương trình "Tỷ Tỷ Đạp Gió Rẽ Sóng"

## Danh sách phim

### Phim điện ảnh
| Năm  | Tựa đề tiếng Việt                               | Tựa đề tiếng Anh               | Tựa đề tiếng Trung      | Vai diễn                | Ghi chú   |
| ---- | ----------------------------------------------- | ------------------------------ | ----------------------- | ----------------------- | --------- |
| 2007 | Chuyển tiếp cuộc gọi tình yêu                   | Call For Love                  | 爱情呼叫转移            | Chu Tâm Nhị             | vai chính |
| 2007 | Cuộc gọi thay đổi vận mệnh                      | Crossed Lines                  | 命运呼叫转移            | Âu Dương Lợi Lợi        | vai chính |
| 2008 | Chuyển tiếp cuộc gọi tình yêu 2: Ái Tình Tả Hữu | Fit Lover                      | 爱情呼叫转移Ⅱ：爱情左右 | Thiên Sơn               | vai phụ   |
| 2009 | Tìm kiếm Thành Long                             | Looking For Jackie             | 寻找成龙                | Tiết Bảo Thoa           | vai phụ   |
| 2010 | Nhượng Tử Đạn Phi                               | Let The Bullets Fly            | 让子弹飞                | Đại Ngọc Tình           | vai phụ   |
| 2011 | Tân Thiếu Lâm tự                                | Shaolin                        | 新少林寺                | Điềm Nhi                | vai phụ   |
| 2011 | Ẩn hôn nam nữ                                   | Mr And Mrs Single              | 隐婚男女                | Trương Tĩnh Di          | vai chính |
| 2011 | Kiến Đảng Vĩ Nghiệp                             | Beginning Of The Great Revival | 建党伟业                | Hoàng Thục Nghi         | vai phụ   |
| 2012 | Nghịch chiến                                    | The Viral Factor               | 逆战                    | Interpol ICE            | vai chính |
| 2012 | 12 con giáp                                     | Chinese Zodiac                 | 十二生肖                | Ly Ly                   | vai phụ   |
| 2014 | Biệt đội cứu hỏa                                | As The Light Goes Out          | 救火英雄                | Dương Lâm               | vai phụ   |
| 2014 | Kế hoạch bí ẩn                                  | Kung Fu Jungle                 | 一个人的武林            | Thiền Anh               | vai chính |
| 2014 | 37 lần anh nhớ em                               | Forget All Remember            | 37次想你                | Lữ Văn                  | vai chính |
| 2016 | Hoang Ngôn Đại Bạo Tạc                          | The Big Lie Bang               | 谎言大爆炸              | Lý Thanh                | vai chính |
| 2017 | Quyết chiến thực thần                           | Cook up a Storm                | 决战食神                | Mỹ Ưu (Mayo)            | vai chính |
| 2018 | Chỉ yêu mình em                                 | Love Only                      | 宇宙有爱浪漫同游        | Tống Vi                 | vai chính |
| 2018 | Những người phụ nữ ấy                           | Goddesses In The Flames Of War | 那些女人                | Trương Gia Đại tiểu thư | vai chính |

### Phim truyền hình
| Năm  | Tựa đề tiếng Việt                             | Tựa đề tiếng Trung | Vai diễn                      | Bạn diễn                                                 | Ghi chú   |
| ---- | --------------------------------------------- | ------------------ | ----------------------------- | -------------------------------------------------------- | --------- |
| 2007 | Ước mơ về phía mặt trời                       | 让梦想走向阳光     | Á Nam                         |                                                          | vai phụ   |
| 2007 | Chân tình nhân sinh                           | 真情人生           | Quyên Tử                      |                                                          | vai phụ   |
| 2009 | Kết thúc hoàn mỹ                              | 完美结局           | Sở Hồng                       | La Gia Lương, Tô Nham, Miêu Phố                          | vai chính |
| 2010 | Thần Thoại                                    | 神话               | Ngọc Thấu                     | Hồ Ca, Trương Thế, Trương Manh                           | vai chính |
| 2010 | Cà phê đắng                                   | 苦咖啡             | Thẩm Ly                       | Hồ Ca, Tả Tiểu Thanh, Hàn Đống                           | vai chính |
| 2010 | Huy hiệu lạc đà / Đồng môn huynh đệ           | 同门兄弟           | Bạch Tiêu Tiêu                | Nhậm Trình Vỹ, Dương Thước, Ngô Đình                     | vai chính |
| 2010 | Tân Hồng Lâu Mộng                             | 红楼梦             | Tiết Bảo Thoa                 |                                                          | vai phụ   |
| 2011 | Đội du kích Thủy Thượng                       | 水上游击队         | Đinh Thủy Muội                |                                                          | vai phụ   |
| 2011 | Hoàng Đồ Đằng                                 | 凰图腾             | Mục Phong Yến                 | Trương Mặc, Trương Hàn, Thương Thiên Nga                 | vai chính |
| 2012 | Cung Tỏa Châu Liêm                            | 宫锁珠帘           | Cảnh Thục Uyển                |                                                          | vai phụ   |
| 2013 | Tùy Đường Diễn Nghĩa                          | 隋唐演义           | Tiêu Mỹ Nương                 | Nghiêm Ngật Khoan, Trương Hàn, Khương Vũ                 | vai chính |
| 2013 | Họa Bì 2: Yêu Bất Hối                         | 画皮之真爱无悔     | Tiểu Duy                      | Lưu Khải Uy, Dĩnh Nhi, Kiều Chấn Vũ                      | vai chính |
| 2013 | Tôi muốn làm tiếp viên hàng không             | 我要当空姐         | Ngọc Mỹ Mỹ                    | Trần Sở Hà, Trình Viên Viên, Cốc Trí Hâm                 | vai chính |
| 2013 | Cành hoa cành bướm / Thượng Hải những ngày cũ | 像火花像蝴蝶       | Tú Hòa                        |                                                          | vai phụ   |
| 2015 | Thiếu Niên Tứ Đại Danh Bổ                     | 少年四大名捕       | Cửu Vỹ Hồ                     |                                                          | vai phụ   |
| 2015 | Thỏa thuận trước hôn nhân                     | 婚前协议           | Sơ Chinh                      | Hà Thịnh Minh, Vu Hòa Vỹ, Vương Lâm                      | vai chính |
| 2015 | Bạn là chị em của tôi                         | 你是我的姐妹       | An Tĩnh                       | Lưu Khải Uy, Lâu Nghệ Tiêu, Lưu Nhã Sắc                  | vai chính |
| 2016 | Nguyên soái Bành Đức Hoài                     | 彭德怀元帅         | Tề Tâm                        |                                                          | cameo     |
| 2016 | Huyễn Thành                                   | 幻城               | Liên Cơ                       |                                                          | vai phụ   |
| 2016 | Mỹ nhân như ngọc kiếm như hồng                | 美人如玉剑如虹     | La Phu                        | Trần Kiện Phong, Vu Ba, Lý Trí Nam                       | vai chính |
| 2016 | Truyền thuyết phi đao                         | 飞刀又见飞刀       | Thượng Quan Tiên (Thiếu niên) |                                                          | vai phụ   |
| 2017 | Thái cực Tông Sư: Thái cực môn                | 太极宗师之太极门   | Lương Tư Lạc                  |                                                          | vai phụ   |
| 2017 | Thông Thiên Địch Nhân Kiệt                    | 通天狄仁杰         | Mộ Dung Vân                   |                                                          | vai phụ   |
| 2017 | Thiên Lệ Truyền Kỳ: Phượng Hoàng Vô Song      | 天泪传奇之凤凰无双 | Cao Yên                       |                                                          | vai phụ   |
| 2018 | Nam Phương Hữu Kiều Mộc                       | 南方有乔木         | Ôn Địch                       | Bạch Bách Hà, Lý Hiện, Tần Hải Lộ                        | vai phụ   |
| 2018 | Thuyết tiến hóa tình yêu                      | 爱情进化论         | Hà Hinh                       |                                                          | vai phụ   |
| 2018 | Nguồn gốc tội lỗi                             | 原生之罪           | Ngô Văn Huyên                 | Địch Thiên Lâm, Doãn Chinh, Nhan Trác Linh               | vai chính |
| 2019 | Niên đại vụt bay                              | 奔腾年代           | Liêu Nhất Mai                 |                                                          | vai phụ   |
| 2020 | Bên tóc mai không phải hải đường hồng         | 鬓边不是海棠红     | Tưởng Mộng Bình               | Doãn Chính, Huỳnh Hiểu Minh                              | vai phụ   |
| 2021 | Li Ca Hành                                    | 骊歌行             | Kiều Phi                      |                                                          | cameo     |
| 2021 | Lưu Công Án: Lưu Dung Hạ Sơn Đông             | 刘公案之刘墉下山东 | Kim Uyển Phi                  | Hà Băng, Vương Hạc Nhuận, Lý Nãi Văn                     | vai chính |
| 2022 | Xin gọi tôi là tổng giám                      | 请叫我总监         | Hàn Y Mộng                    | Đàm Tùng Vận, Lâm Canh Tân, Cung Bội Bật                 | vai phụ   |
| 2022 | Siêu thời không lãng mạn                      | 超时空罗曼史       | Trần Mộc Mộc                  | Hồ Nhất Thiên, Trần Ngọc Kỳ, Vương Thiên Thần, Hắc Trạch | vai phụ   |
| 2022 | Tên của họ                                    | 她们的名字         | Nhậm Đa Mỹ                    | Tần Hải Lộ, Kim Thế Giai, Vi Vi                          | vai chính |

## Âm nhạc

### Đơn
| Năm  | Tựa đề tiếng Việt        | Tựa đề tiếng Trung | Phối hợp    | Thông tin                                                                                      |
| ---- | ------------------------ | ------------------ | ----------- | ---------------------------------------------------------------------------------------------- |
| 2007 | Hy vọng                  | 希望               |             | Ca khúc chủ đề của phim hoạt hình "Tinh Linh Thế Kỷ 2", nằm trong Album "Glory and Dream 2007" |
| 2007 | Độc lai độc vãng         | 独来独往           |             | Nằm trong Album "Glory and Dream 2007" bộ sưu tập của nhiều nghệ sĩ                            |
| 2008 | Tinh Túc Hải             | 星宿海             | Hoàng Hâm   | Nằm trong Album Hoàng Hâm: Nửa kia của tôi 2008                                                |
| 2009 | Muốn chiến thắng         | 想赢               |             | Bài hát chủ đề của web drama "Win Love Story"                                                  |
| 2009 | Bài hát viết cho anh     | 写给你的歌         |             | Bài hát kết thúc phim truyền hình "Kết thúc hoàn mỹ"                                           |
| 2010 | Đứa con của những vì sao | 领养星星的孩子     |             | Bài hát chủ đề của phim truyền hình "Cà phê đắng"                                              |
| 2010 | Thần thoại tuyệt đẹp     | 美丽的神话         | Hồ Ca       | Bài hát kết thúc của bộ phim truyền hình "Thần Thoại"                                          |
| 2013 | Cánh                     | 翅膀               |             | Bài hát chủ đề phim truyền hình "Tôi muốn làm tiếp viên hàng không"                            |
| 2013 | Táng Tâm                 | 葬心               |             | Bài hát nhạc phim truyền hình "Họa Bì 2: Yêu Bất Hối"                                          |
| 2013 | Lạc Diệp                 | 落叶               | Lưu Khải Uy | Bài hát chủ đề của bộ phim truyền hình "Họa Bì 2: Yêu Bất Hối"                                 |
| 2014 | Em biết anh không yêu em | 我知道你爱我       |             | Bài hát chủ đề phim điện ảnh "37 lần anh nhớ em"                                               |

### Tham gia MV
| Năm  | Tên                                    | Tựa đề tiếng Trung   | Ca sĩ thể hiện                        |
| ---- | -------------------------------------- | -------------------- | ------------------------------------- |
| 2006 | Mộng ước trở lại                       | 梦想一起来           | Ngô Văn Cảnh                          |
| 2008 | Bởi vì yêu anh trước lúc chia ly       | 因为爱你才离开       | Hùng Nhữ Lâm                          |
| 2008 | Tình yêu ở bên anh                     | 爱在你身边           | Nhiều ca sĩ thuộc Anh Hoàng Tinh Nghệ |
| 2008 | Hồng Ti Đái Chi Ca                     | 红丝带之歌           | Nhiều ca sĩ                           |
| 2008 | Ký ức của tôi đó không phải chính mình | 我的回忆不是我的     | Hải Minh Uy                           |
| 2008 | Chia tay không phải điều em mong muốn  | 分手了就不要再想起我 | Nghiễm Trí                            |
| 2008 | Tinh Túc Hải                           | 星宿海               | Bạch Băng, Hoàng Hâm                  |
| 2009 | Xuyên việt                             | 穿越                 | Trương Manh, Vương Hải Tường          |
| 2009 | Muốn chiến thắng                       | 想赢                 | Bạch Băng, Hải Minh Uy                |
| 2009 | Bài hát viết cho anh                   | 写给你的歌           | Bạch Băng                             |
| 2010 | Thần thoại tuyệt đẹp                   | 美丽的神话           | Hồ Ca, Bạch Băng                      |

## Chương trình tạp kỹ
| Thời gian tham gia | Tiêu đề chương trình          | Tựa đề tiếng Trung | Kênh phát sóng | Ghi chú    |
| ------------------ | ----------------------------- | ------------------ | -------------- | ---------- |
| 11-12-2016         | 12 Đạo Phong Vị mùa 3         | 十二道锋味第三季   | Chiết Giang TV | Khách mời  |
| 02-10-2017         | Vương Bài Đối Vương Bài mùa 2 | 王牌对王牌第二季   | Chiết Giang TV | Khách mời  |
| 12-06-2020         | Tỷ Tỷ Đạp Gió Rẽ Sóng mùa 1   | 乘风破浪的姐姐     | Hồ Nam TV      | Người chơi |
| 15-08-2020         | Happy Camp                    | 快乐大本营         | Hồ Nam TV      | Khách mời  |
| 23-01-2021         | Bình Tĩnh Mà Yêu              | 怦然再心动         | Hồ Nam TV      | Khách mời  |
| 18-02-2021         | Mỹ Vị Dạ Hành Hiệp            | 美味夜行侠         | Chiết Giang TV | Khách mời  |

## Giải thưởng
| Năm  | Lễ trao giải                                    | Giải thưởng                            | Phim           | Kết quả   | Tham khảo |
| ---- | ----------------------------------------------- | -------------------------------------- | -------------- | --------- | --------- |
| 2009 | Lễ trao giải Hoa Đỉnh điện ảnh Trung Quốc lần 2 | Nữ diễn viên mới xuất sắc nhất của năm |                | Đoạt giải |           |
| 2010 | Lễ trao giải Hoa Đỉnh điện ảnh Trung Quốc lần 4 | Ngôi sao điện ảnh được yêu thích nhất  | Thần Thoại     | Đoạt giải | [ 46 ]    |
| 2011 | Lễ trao giải Hoa Đỉnh điện ảnh Trung Quốc lần 5 | Diễn viên mới nổi của năm              | Ẩn hôn nam nữ  | Đoạt giải |           |
| 2014 | Liên hoan phim Quốc tế Ma Cao lần thứ 6         | Nữ diễn viên phụ xuất sắc nhất         | Kế hoạch bí ẩn | Đề cử     |           |
| 2015 | Golden Tiket Cinema Fan Club                    | Giải thưởng đột phá                    | Kế hoạch bí ẩn | Đoạt giải | [ 47 ]    |